# 2013년 동계 스페셜 올림픽

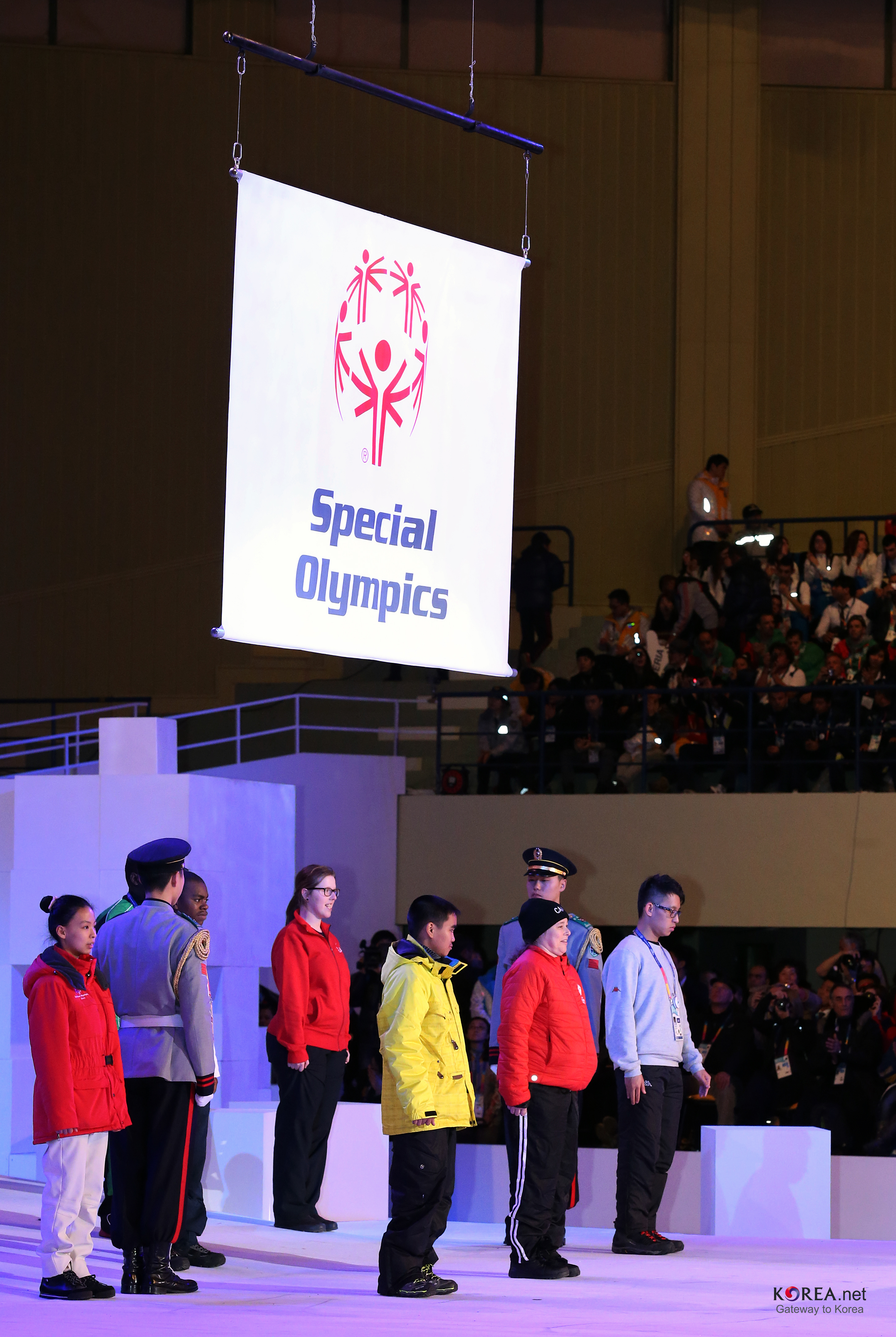
개회식의 스페셜 올림픽기

제10회 동계 스페셜 올림픽 세계 대회는 2013년 1월 29일부터 2월 5일까지 대한민국 평창에서 열린 스페셜 올림픽이다.
대한민국의 지적 장애인에 대한 사회적 관심이 낮다 보니 그 동안 스페셜올림픽에 대한 정부 차원의 관심은 매우 낮았다. 그러다 동계올림픽 유치를 추진해오던 강원도청이 2008년 또 하나의 올림픽인 스페셜 올림픽의 유치를 결의하고 스페셜올림픽위원회(SOI)에 유치 신청서를 내게된다. 이에 스페셜올림픽위원회 실사단은 평창에서 2008년 9월 1차, 2010년 2월 2차 실사를 진행한다. 당시 대한민국 외에도 오스트리아와 이탈리아가 유치에 나섰으나, 스페셜올림픽위원회 이사회는 2010년 2월, 2013 동계 스페셜 올림픽의 개최지로 평창을 선택했다.
대회를 위해 필요한 예산은 총 430억 원이며, 이 가운데 정부가 30%, 강원도가 10%를 지원했다. 적기에 경기 티켓 가격은 종목과 상관없이 1만원으로 낮게 책정된 만큼 티켓 판매에 의한 수익은 전체 예산의 극히 일부분밖에 충당할 수 없다. 올림픽에 비해 상업성이 적기 때문에 기업과 민간으로부터 후원을 받고 있으나 많이 부족하였다.
2013 동계 스페셜 올림픽 조직위원회의 위원장은 나경원이 맡았으며, 대한민국의 동계 스포츠를 위해 힘써온 김연아와 대한민국에서 축구를 통해 장애 아동들의 복지에 힘써온 거스 히딩크가 홍보대사로 활동하였다. 2013년 동계 스페셜 올림픽은 당시 최대 규모인 111개국, 총 3,300여 명의 지적장애인 선수들이 참여하였다. 관중은 17만명으로 집계되었다. 7개의 큰 종목에, 총 55개의 세부 종목이 치러졌다. 노르딕 센터, 알펜시아 바이애슬론 센터, 용평리조트, 용평 돔 경기장, 강릉 종합운동장의 경기장에서 크로스컨트리스키, 스노우슈잉, 알파인스키, 스노우보드, 피겨스케이팅, 스피드 스케이팅, 플로어하키의 7개 종목이 치러졌다.